# Даниел Ками
Ками Нтанкеу Ив Даниел (на френски: Kamy Ntankeu Yves Daniel) е камерунски футболист, който играе на поста централен защитник. Състезател на Локомотив (София).

## Кариера
Ками е бивш играч на Босна Високо, Дечич Тузи, Интер Турку, Олимпия Любляна, Инджия, Мандел Юнайтед и ПАО Руф.
На 2 юли 2023 г. Даниел е обявен за ново попълнение на софийския Локомотив (София). Дебютира на 17 юли при победата с 1:0 като домакин на Ботев (Враца).

## Успехи
Интер Турку
- Купа на Финландия (1): 2018